# Élections cantonales françaises de 1892
Des élections cantonales ont été organisées en France les 31 juillet et 7 août 1892.

## Tableau récapitulatif des résultats pour les Conseils Généraux
| Partis politiques ou coalitions | Partis politiques ou coalitions | Sortants | Premier tour | Second tour | Total | Total |
| Partis politiques ou coalitions | Partis politiques ou coalitions | Sortants | Sièges       | Sièges      | Total | Total |
| ------------------------------- | ------------------------------- | -------- | ------------ | ----------- | ----- | ----- |
|                                 | Républicains modérés            | 1 003    | 1080         | 104         | 1185  | 182   |
|                                 | Monarchistes                    | 406      | 234          | 16          | 250   | 182   |
|                                 |                                 |          |              |             |       |       |
| Total                           | Total                           | 1 439    | 1 219        | 120         | 1 439 |       |

## Gains de conseils généraux
| Partis politiques ou coalitions | Partis politiques ou coalitions | Présidences sortantes | Présidences élues | Total | Total |                      |    |    |    |   |
| ------------------------------- | ------------------------------- | --------------------- | ----------------- | ----- | ----- | -------------------- | -- | -- | -- | - |
| Partis politiques ou coalitions | Partis politiques ou coalitions | Présidences sortantes |                   | Total | Total | Républicains modérés | 79 | 85 | 85 | 6 |
|                                 | Monarchistes                    | 11                    | 5                 | 5     | 6     |                      |    |    |    |   |
|                                 |                                 |                       |                   |       |       |                      |    |    |    |   |
| Total                           | Total                           | 90                    | 90                | 90    |       |                      |    |    |    |   |

Les républicains, de toutes nuances, dirigeaient 79 conseils avant le scrutin.
Ils en gagnent six : 
1. La Charente
2. L'Eure
3. Le Gers
4. L'Ille-et-Vilaine
5. L'Indre
6. La Sarthe

Les monarchistes ne gardent la majorité que dans cinq départements :
1. Les Côtes-du-Nord
2. La Loire-Inférieure
3. Le Maine-et-Loire
4. Le Morbihan
5. La Vendée

### Sources et bibliographie
- L'Ouest-Éclair - Le Temps - Le Radical